# I'm Easy (chanson de Keith Carradine)
I'm Easy est une chanson écrite par Keith Carradine et chantée par lui-même dans le film musical américain Nashville, sorti en 1975.
Le 29 mars 1976, la chanson a remporté l'Oscar de la meilleure chanson originale de film. Deux mois plus tôt, elle a aussi remporté le Golden Globe de la meilleure chanson originale (au 33e cérémonie des Golden Globes, qui a eu lieu le 24 janvier 1976).

## Accolades
La chanson (dans la version originale du film Nashville) est classée 81e dans la liste des « 100 plus grandes chansons du cinéma américain » selon l'American Film Institute (AFI).